# Wicd
Wicd (Wireless Interface Connection Daemon) ist eine Anwendung zur Verwaltung von Netzwerkverbindungen ausschließlich für Linux. Wicd ist ein Freie-Software-Projekt, welches als Ziel hat, vor allem die drahtlosen Verbindungen einfacher und benutzerfreundlicher zu verwalten.
Das Programm basiert auf Python 2 und hat sonst wenige Abhängigkeiten, was eine hohe Attraktivität insbesondere für alleinstehende Fenstermanager wie Fluxbox oder Openbox begründete.

## Geschichte
Die erste Version 1.0.0 wurde am 14. November 2006 im englischsprachigen ubuntuforums.org veröffentlicht.
Der ursprüngliche Name war Connection Manager, der aber aufgrund vieler Verwirrungen mit dem GNOME NetworkManager in wicd geändert wurde.

## Merkmale
Wicd ist rückwärtskompatibel zu Unix-Befehlen wie iwconfig oder ifconfig und unterstützt die gängigsten Verschlüsselungen, wie etwa Wi-Fi Protected Access (WPA), Wired Equivalent Privacy (WEP) oder Tunneled Transport Layer Security (TTLS). Es ist auch vollständig über die Konsolen-Benutzerschnittstelle (wicd-curses) konfigurierbar.: